# Vitol
Vitol este o companie cu sediul în Rotterdam care este unul dintre primii trei transportatori mondiali de produse petroliere, alături de Glencore și Trafigura.
Cu o cifră de afaceri de 143 de miliarde de dolari în anul 2009, compania transportă peste 300 de milioane de tone de petrol pe an.

## Activitati

### Comercial
Pe lângă companiile globale de prelucrare a țițeiului și a produselor, compania comercializează cărbune, gaze naturale, energie, etanol, metanol, benzină, GNL, GPL, țiței, bitum, uleiuri de bază și emisii de carbon.

### Terminale și infrastructură
În total, Vitol are în jur de 16 milioane de metri cubi de capacitate de stocare pe tot globul.
Vitol este singurul proprietar al VTTI BV, o afacere de depozitare și terminale cu o capacitate de aproximativ 8,7 milioane de metri cubi (MCM) în 11 țări: Olanda (1.328 MCM + 1.118 MCM), Letonia (1.195 MCM), UAE (1.180 MCM) , Belgia (0.965 MCM), Malaezia (0.893 MCM), Cipru (0.544 MCM), SUA (0.452 MCM), Argentina (0.218 MCM), Kenya (0.111 MCM) MISC Berhad a deținut o participație de 50% în VTTI din mai 2010 până în august 2015.
În ianuarie 2012, Vitol a achiziționat o participație la o filială a firmei de transport maritim din Marea Britanie, Grindrod, care îi oferă acces la un terminal de cărbune din Mozambic.

### Rafinare
Pe lângă birourile din Dubai și Bahrain, activul strategic important al lui Vitol în Orientul Mijlociu este Fujairah Refinery Company Limited (FRCL), care deține o rafinărie de 82.000 de barili pe zi și o fermă de rezervoare de 1.034.000 de metri cubi. FRCL are planuri de dezvoltare în continuare, care includ o extindere a fermei cu cisterne de 140.000 de metri cubi, retehnologizarea unităților de rafinare existente și instalarea unor unități suplimentare de procesare. De asemenea, Vitol a investit în rafinarea activelor în Bayernoil (Germania), Cressier (Elveția), Anvers (Belgia) și rafinăria Geelong lângă Melbourne (Australia). 

### Aviație
Vitol Aviation se concentrează pe Europa, America de Nord și Africa, deservind cele mai mari companii aeriene și clienți militari din lume cu 5,7 milioane de tone de combustibil pe zi, în fiecare an.

### Putere
În 2013, Vitol a investit în prima sa centrală, VPI Immingham, în Marea Britanie. Centrala combinată de cogenerare (CET) este una dintre cele mai mari din Europa, capabilă să genereze 1.240 MW și până la 930 tone de abur pe oră, care este utilizată de rafinăriile din apropiere. Instalația cu gaze asigură aproximativ 2,5% din cererea de energie electrică de vârf din Marea Britanie.